# گاردن پراری (ایلینوی)
گاردن پراری (به انگلیسی: Garden Prairie) یک منطقهٔ مسکونی در ایالات متحده آمریکا است که در ایلینوی واقع شده‌است. گاردن پراری ۳۵۲ نفر جمعیت دارد و ۲۳۸٫۰۵ متر بالاتر از سطح دریا واقع شده‌است.